# Zaibatsu

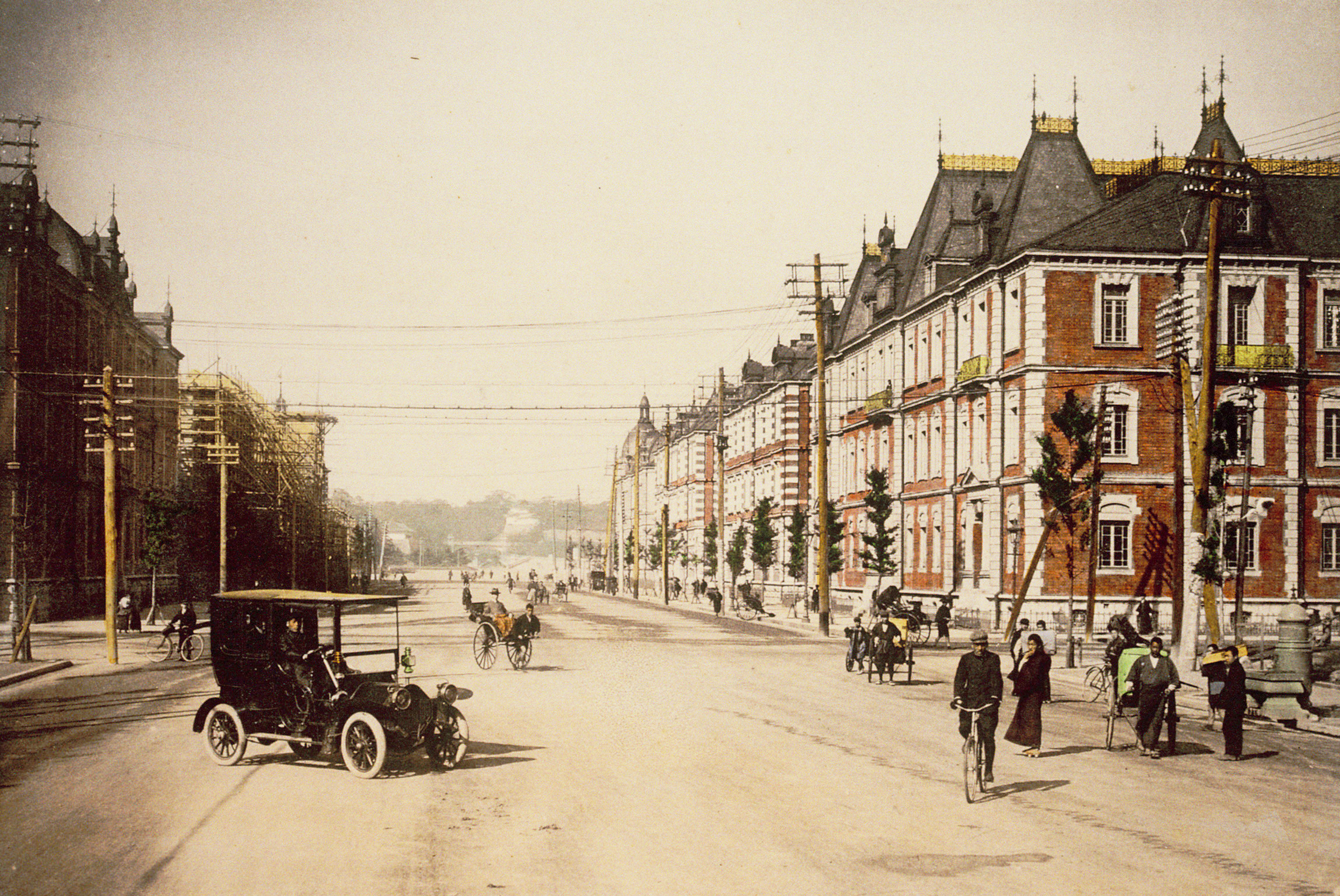
Huvudkontoret för Mitsubishi zaibatsu i Marunouchi omkring 1920.

Zaibatsu (japanska: zaibatsu,  財閥) var stora japanska konglomerat under landets tidiga industrialisering. Företagen hade oftast en stor bankdel och en stor industridel, och var familjeägda. De fyra stora konglomeraten, Mitsubishi, Mitsui, Sumitomo och Yasuda, har anor tillbaka till Edoperioden.
Juridiskt sett upphörde zaibatsuerna under den allierade ockupationen av Japan, då familjernas tillgångar beslagtogs, och företagsformen illegaliserades. De återbildades dock delvis som keiretsu.